# Danh sách khu dự trữ sinh quyển Việt Nam

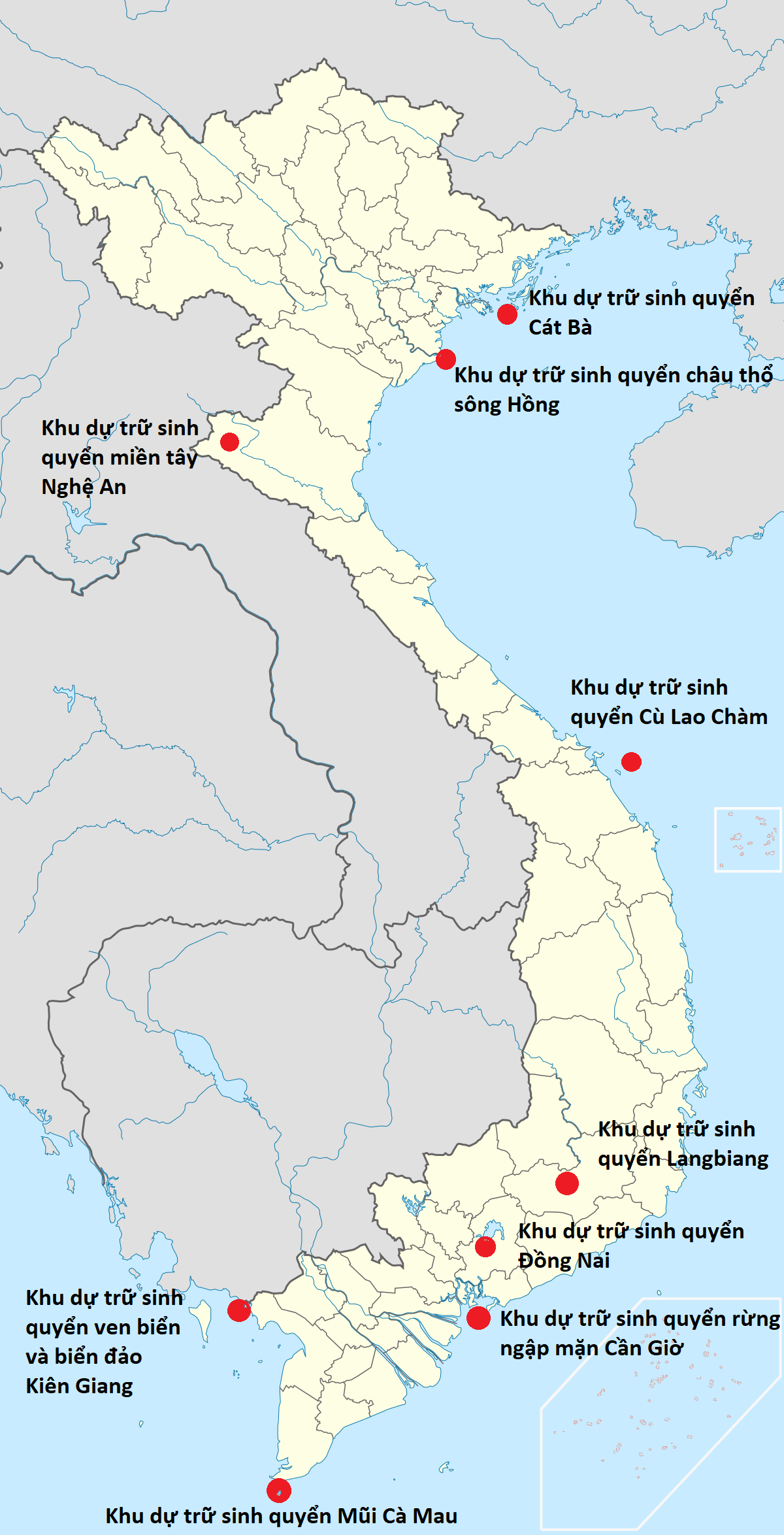
Khu dự trữ sinh quyển thế giới tại Việt Nam

Dưới đây là danh sách các khu dự trữ sinh quyển thế giới tại Việt Nam:

## Khu dự trữ sinh quyển thế giới tại Việt Nam
- Khu dự trữ sinh quyển rừng ngập mặn Cần Giờ, 2000 [1].
- Khu dự trữ sinh quyển Đồng Nai, 2011 [2].
- Khu dự trữ sinh quyển Cát Bà, 2004 [3].
- Khu dự trữ sinh quyển châu thổ sông Hồng, 2004 [4].
- Khu dự trữ sinh quyển ven biển và biển đảo Kiên Giang, 2006 [5].
- Khu dự trữ sinh quyển miền tây Nghệ An, 2007 [6].
- Khu dự trữ sinh quyển Mũi Cà Mau, 2009 [7].
- Khu dự trữ sinh quyển Cù Lao Chàm, 2009 [8].
- Khu dự trữ sinh quyển Langbian, 2015
- Khu dự trữ sinh quyền Núi Chúa, 2021
- Khu dự trữ sinh quyển Cao nguyên Kon Hà Nừng, 2021

## Các khu đang đề xuất
- Khu dự trữ sinh quyển Côn Đảo, tỉnh Bà Rịa - Vũng Tàu
- Khu dự trữ sinh quyển Bù Gia Mập (hoặc Khu dự trữ sinh quyển Bình Phước), tỉnh Bình Phước
- Khu dự trữ sinh quyển Kon Tum, tỉnh Kon Tum (vùng lõi: Vườn quốc gia Chư Mom Ray, Khu bảo tồn Ngọc Linh, Rừng phòng hộ Đăk Glei)
- Khu dự trữ sinh quyển Mù Căng Chải, tỉnh Yên Bái (vùng lõi: Khu bảo tồn loài & sinh cảnh Chế Tạo, Khu dự trữ thiên nhiên Nà Hẩu)
- Khu dự trữ sinh quyển Phong Nha - Kẻ Bàng, tỉnh Quảng Bình
- Khu dự trữ sinh quyển ở Đà Nẵng (vùng lõi: Khu bảo tồn Sơn Trà, Khu bảo tồn Bà Nà - Núi Chúa, Khu bảo tồn Nam Hải Vân, Rừng phòng hộ Hòa Bắc)
- Khu dự trữ sinh quyển Cúc Phương - Ngọc Sơn - Pù Luông: thuộc địa bàn 3 tỉnh Hòa Bình, Ninh Bình và Thanh Hóa.[9]
- Khu dự trữ sinh quyển cửa sông Cửu Long: nằm ở ven biển 3 tỉnh Bến Tre, Trà Vinh, Sóc Trăng.[10]
- Khu dự trữ sinh quyển Hoàng Liên Sơn: thuộc địa phận tỉnh Lào Cai với 3 vùng lõi là Vườn quốc gia Hoàng Liên, khu bảo tồn thiên nhiên Văn Bàn và khu rừng đặc dụng Y Tý.
- Khu dự trữ sinh quyển Ba Bể: thuộc địa phận 2 tỉnh Bắc Kạn và Tuyên Quang với các vùng lõi là Vườn quốc gia Ba Bể và các khu rừng cấm Tát Kẻ-Bản Bung (khu dự trữ thiên nhiên Na Hang)